# Двадесети артилерийски полк
Двадесети артилерийски полк е български артилерийски полк, формиран през 1915 година, взел участие в Първата световна война (1915 – 1918).

## Формиране
Полкът е формиран на 12 септември 1915 в Гюмюрджина от 10-а артилерийска бригада в състав от едно полско и едно планинско отделения. Влиза в състава на 10-а пехотна беломорска дивизия. Полкът взема участие в Първата световна война (1915 – 1918). След края на войната, на 23 ноември 1918 г. полкът е демобилизиран, като от октомври 1919 до юли 1920 към полка функционира ликвидационно бюро.